# Georges Simenon

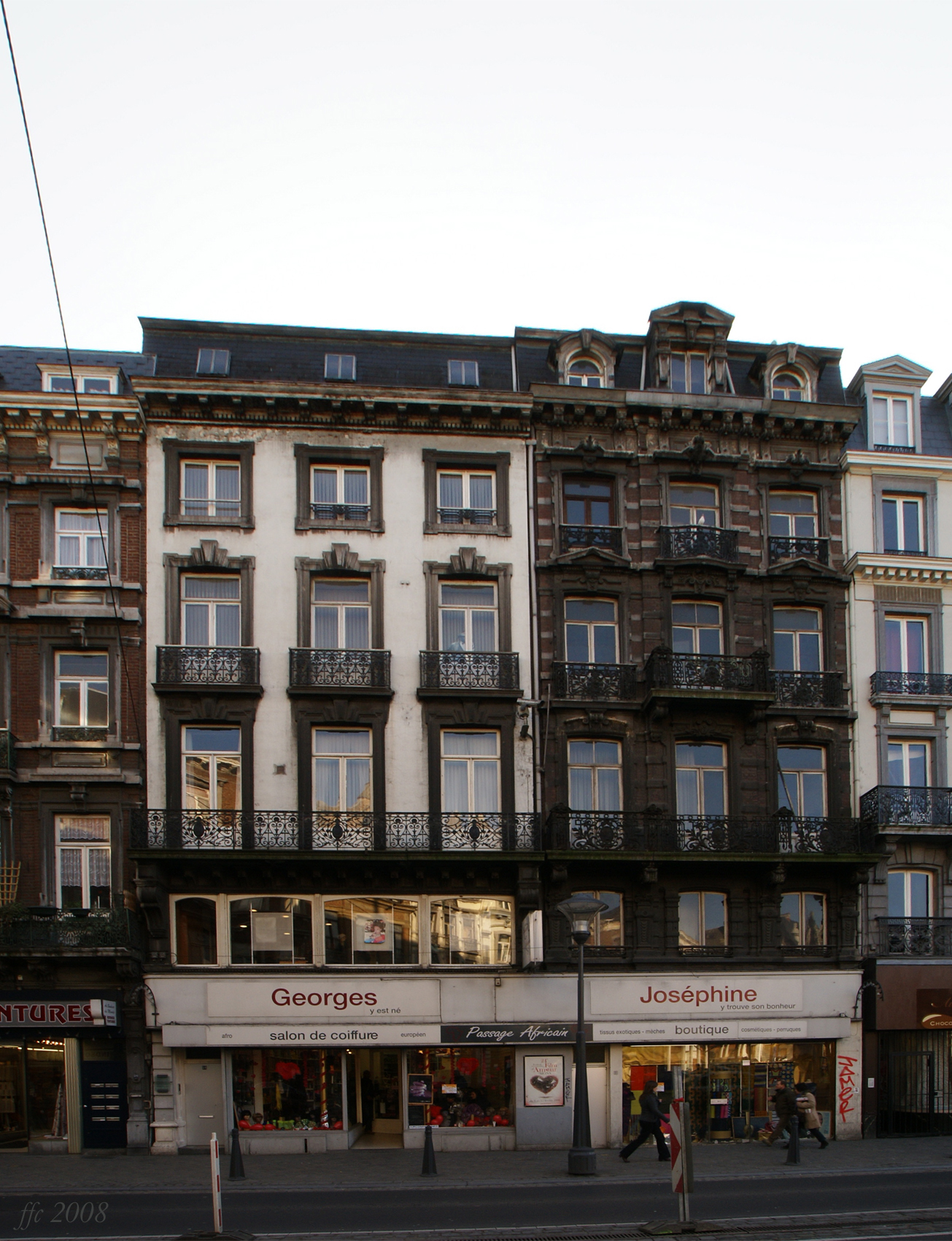
Simenons geboortehuis in de rue Léopold in Luik.
De familie woonde op de tweede verdieping, in een flat zonder stromend water.

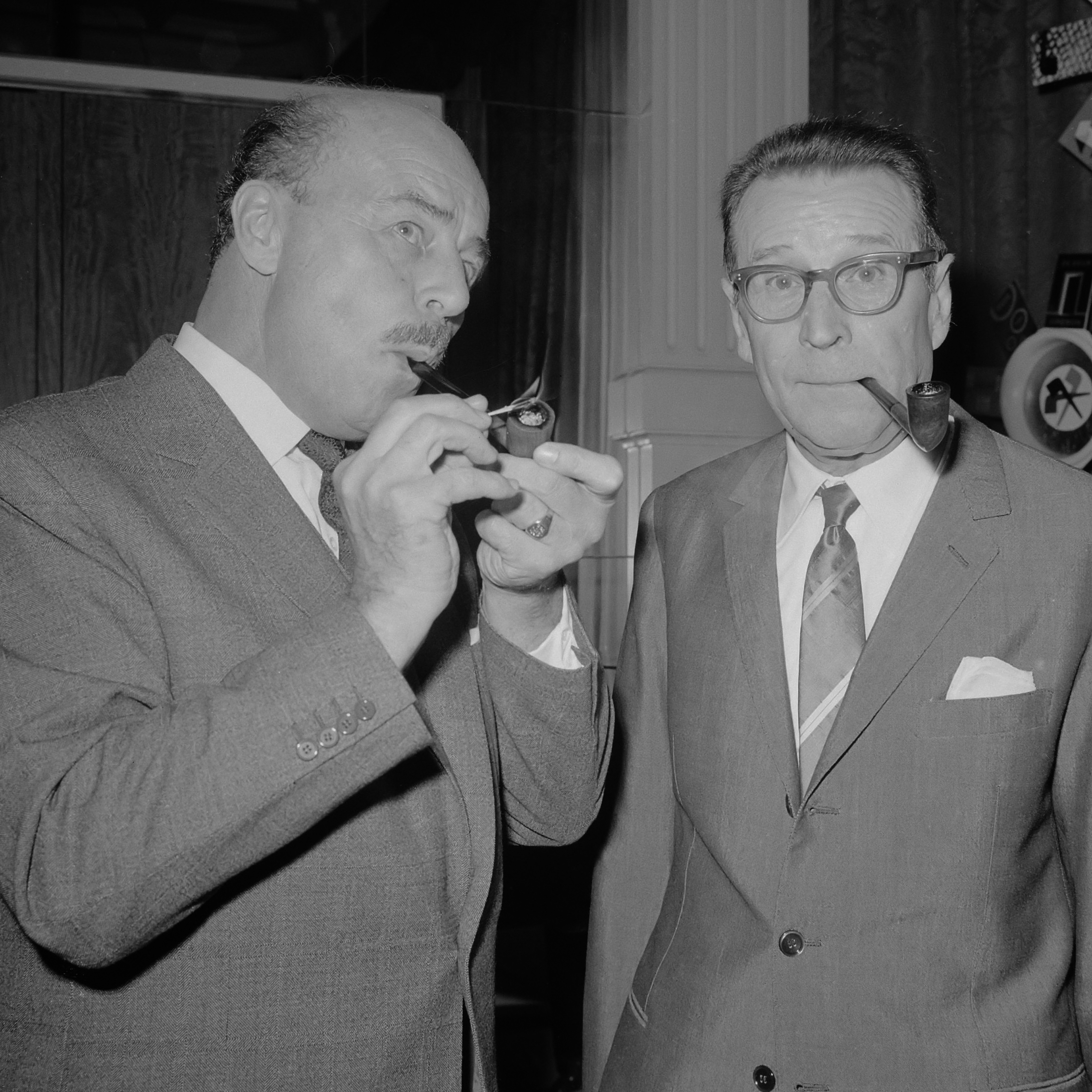
Jan Teulings (links) en Georges Simenon (1966)

Georges Joseph Christian Simenon (Luik, 12 of 13 februari 1903 – Lausanne, 4 september 1989) was een Franstalige Belgische schrijver. Simenon werd bij het grote publiek vooral bekend als de schrijver van 75 detectiveromans en 28 novelles over Maigret. Daarnaast schreef hij nog eens 136 psychologische romans en honderden andere verhalen en novellen. Hij schreef aanvankelijk ook onder de pseudoniemen Georges Sim, Christian Brulls, Gom Gut, Georges d'Isly, Jean du Perry, Jean Dorsage, Jacques Dorsonne, Luc Dorsan, Georges-Martin-Georges en Gaston Vialis.

## Biografie

### Jeugd
Georges Simenon werd geboren te Luik, Rue Léopold 26 (nu nummer 24) als zoon van Désiré Simenon en Henriette Brühl. De voorouders van zijn vader waren afkomstig uit Wallonië, die van zijn moeder uit Nederland en Duitsland. Zijn vader was werkzaam als boekhouder bij een verzekeringsmaatschappij. Zijn drie jaar jongere broer Christian zou de favoriete zoon van moeder worden, charmanter en meer open dan de gesloten en zelfstandige oudste, dit tot verdriet van Georges. Waar vader rust en gemoedelijkheid uitstraalde was moeder gespannen, heel vroom, maar ook angstig, een erfenis van armoede en een faillissement in de familie. Henriette verweet haar man niet hogerop te willen. Zij besloot kamers te verhuren aan studenten in Luik om het bescheiden inkomen aan te vullen. De arme, meestal uit Oost-Europa afkomstige jongemannen, zouden een voorrangspositie in huis innemen en door hun soberheid en ijver geen positieve indruk op de jonge Georges maken. In de romans Pedigree en Le locataire is hiervan de weerslag te vinden. Georges Simenon was solidair met zijn vader. Ze verstonden elkaar, ook zonder woorden. Het type man, dat Simenon in zijn boeken beschrijft (op zichzelf, tevreden met het kleinburgerlijk bestaan, afkerig van verandering) waren even zo vele variaties op zijn vader. In zijn Maigretromans overlijdt de vader van de commissaris op 45-jarige leeftijd aan pleuritis, Désiré Simenon overleed op die leeftijd aan angina pectoris.
Op school toonde hij zich een goede leerling. Vanwege de financiële gesteldheid van zijn ouders mocht hij tegen half geld op het Collège Saint-Louis, een door jezuïeten geleide middelbare school, en later het Collège Saint-Servais, studeren. De door zijn moeder voorgestane katholieke opvoeding vond weerklank bij de jongen; hij werd koorknaap. Later zou hij nederigheid als een belangrijke menselijke eigenschap blijven zien. De aangepaste scholier, die erebaantjes kreeg, werd echter een rebel, bewonderd door zijn vrienden. Georges las graag, vooral De drie musketiers van Alexandre Dumas. Dostojevski en Gogol zouden de geliefde auteurs van zijn volwassen leven worden. Hij breidde zijn belangstelling verder uit met de kennis van een Luiks historicus en die van een bekend Waals dichter in de stad. Een seksuele ervaring met een ouder meisje veranderde zijn leven. Met de ziekte van zijn vader als voorwendsel verliet hij kort daarna opeens de school. Zijn biograaf Pierre Assouline denkt dat de werkelijke reden bij Simenon het gevoel was, dat hij seks in zijn leven niet meer wilde missen, iets dat de katholieke wereld, waarmee hij tot dan verbonden was, niet toeliet.

### Journalist
Wat doelloos dolen door de stad volgde. Thuis was hij niet graag. De ruzies tussen vader en moeder en hun pijnlijke stiltes ontweek hij liever. Hij dacht niet voor het geluk geboren te zijn en voor alles moeite te moeten doen. Zijn wat gereserveerde karakter werd in deze periode gevormd. Na een paar winkelbaantjes werd hij kort voor zijn zestiende als journalist aangenomen bij de Gazette de Liège, een rechtse katholieke krant, die in 1919 voor het eerst na de Duitse bezetting weer verscheen. De keuze voor het blad was niet toevallig. In Luik bestond een breed spectrum van bladen, van links tot liberaal, maar het klimaat van thuis en zijn eigen overtuiging lieten hem voor behoudend kiezen.
Hij stortte zich met grote energie op zijn werk, een tomeloosheid die de vaderlijke hoofdredacteur wist te kanaliseren. Grote belangstelling voor politiezaken, veel drank en bezoekjes aan prostituees kenmerkten Georges Simenon als tiener. Zijn salaris verviervoudigde. Hij kon een fiets kopen, die hem als kind door zijn moeder geweigerd was en een Harley Davidson, die hem snel bracht waar hij moest zijn. 'Le petit Sim' werd onmisbaar op de redactie. Met een batterij brandende en uitgedoofde pijpen op het bureau was hij tot laat in de avond bezig nieuwe artikelen te schrijven in de brede categorie Gemengde Berichten. Hij kreeg een eigen rubriek, Hors du poulailler (Buiten de kippenren), die hij ondertekende met "Monsieur le Coq" (Meneer de Haan), en later Causons (Laten wij praten) heette en die hij ondertekende met Georges Sim of G. Sim, namen die hij ook al voor zijn proefwerken gebruikt had. Zijn baan bracht hem in alle milieus, politiek, theater en op straat. Daar was hij eens getuige van een ruzie, die omsloeg in een volkspsychose, met een onvoorstelbare haat voor een man, die over een dak wegvluchtte. Angst voor de massa zou bij hem blijven en in enkele verhalen vorm krijgen. Simenon was niet alleen een vlotte schrijver, hij toonde ook veel zelfstandigheid. Hij ging ook politieke stukken schrijven. In 1921 verscheen, deels onder zijn naam, een lange reeks antisemitische artikelen in de Gazette. De stukken waren zogenaamd gedocumenteerd door de Protocollen van de wijzen van Sion, een stuk dat toen al als vervalsing bekendstond, dat de haat tegen joden in naoorlogs Europa aanwakkerde door de vermenging van jodendom, elites, kapitaal en communisme aan te tonen. Ook al voerde Georges mogelijk een redactionele opdracht uit, dan leende hij zich daartoe niet tegen zijn zin. Het negatieve, karikaturale beeld van de jood komt herhaaldelijk voor in Simenons populaire en serieuze romans. In Le petit homme d'Archangelsk, vertaald als De merel in de tuin, geeft hij echter een begrijpend en diepgaand beeld van de joodse mens.

### Auteur
Simenon was van jongs af bezig met schrijven. Hij deed dat met groot gemak. Naast artikelen publiceerde hij korte verhalen in de Gazette. Voor meer kritische stukken zocht hij een uitlaatklep bij andere Waalse periodieken, die soms in de marge van de samenleving stonden. Het leven aan de rand trok hem aan, maar had gevaarlijke kanten. Dat bleek toen een van de leden van het artistiek vriendengroepje waartoe hij behoorde zich verhing aan de deurknop van een kerk in de buurt. Simenon gebruikte dit horrorverhaal, gesitueerd in een milieu van drinkers en ethersnuivers, in een van zijn eerste Maigretverhalen: Le pendu de Saint-Pholien (vertaald als Maigret en het lijk aan de kerkdeur). De eenzaamheid aan de marge joeg Simenon schrik aan. Om zich geborgen te voelen, verloofde hij zich op zijn zeventiende jaar met Régine Renchon, studente kunstgeschiedenis, om "me 's avonds met haar achter dat gordijn te bevinden en een van die schaduwen te zijn".
Als auteur debuteerde Simenon in 1921 met een door vrienden geïllustreerde, licht satirische sleutelroman over Luik: Au pont des arches (Bij de bogenbrug). De brug vormt de verbinding tussen het oude stadscentrum en de zuidelijke oever, de wijk Outre-meuse, waar hij met zijn ouders woonde. Een tweede boek werd hem door zijn hoofdredacteur, Joseph Demarteau, dringend afgeraden. Satire was niet de echte creatieve kwaliteit van Simenon, was de mening. Simenon typeerde zich in de Gazette eens als "een eeuwige jongeling die met de neus in de wind en de handen in de zakken loopt, terwijl hij de geuren van de kades en de steegjes opsnuift".
In november van dat jaar overleed Désiré Simenon aan de gevolgen van zijn ziekte. Georges was in shock, zei geen woord. Zijn vader, die penningmeester was geweest van een vereniging voor stille armen, had te weinig geld nagelaten om de begrafenis te kunnen betalen. Daarvoor zorgde de hoofdredacteur van de Gazette. De dood van zijn vader maakte Georges Simenon noodzakelijk volwassen: "Pas als de zoon zijn vader niet meer nodig heeft, begrijpt hij dat hij zijn beste vriend is." Op zijn achttiende werd hij voor dienst opgeroepen en ingedeeld bij het transport, het paardenvolk. In de kazerne kreeg hij een merkwaardige voorkeursbehandeling. Mogelijk was hij door zijn geringe lengte niet echt nodig of wogen de vriendschapsbanden van de overste met de hoofdredacteur van de Gazette zwaar. Hij mocht in ieder geval overdag op de krant blijven en niets stond blijkbaar zijn vertrek naar Parijs, in december 1922, in de weg.

### Veelschrijver
Met een aanbevelingsbrief van Demarteau bij zich en opgevangen door een kring van kennissen uit het Luiks artistiek milieu kwam Georges niet als vreemdeling in Parijs aan. Hij werd secretaris van de rechtse publicist, activist en romancier Jean Binet de Valmer, voor wie hij waarschijnlijk onder diens naam twee romans schreef. Simenon had al het idee, dat hij van veelschrijver later een echt auteur zou worden: "Een deel van mijn leven zal ik Fordjes fabriceren en veel geld verdienen. Daarna zal ik voor mijn genoegen Rolls Royces maken!" Régine Renchon, die hij Tigy noemde, kwam over. Op uitdrukkelijke wens van zijn moeder huwden ze eerst katholiek in Luik. Het huwelijk was voor hem een bescherming tegen angst en eenzaamheid. Van zijn inkomen maakte hij geld over aan Henriette, wat zijn broer Christian ook deed. De goede verdiensten als journalist had hij er met zijn levensstijl doorheen gejaagd, net als het kostbare horloge, dat hij een jaar voor het overlijden van zijn vader gekregen had. Het werd de prijs voor een mooie zwarte prostituee, die hij niet had kunnen weerstaan. Hij zou het zich zijn hele leven blijven verwijten. Het echte secretariswerk zou hij twee jaar doen bij een connectie van Binet-Valmer, de markies Tracy, eigenaar van een rechtse krant voor Nevers en omgeving, die op een het kasteel-landhuis, Paray-Le-Fresil in het departement Allier, woonde. Een arrogante lastige oude heer, die niet toestond, dat Simenons echtgenote bij hem introk. Een zekere fascinatie voor adel en kastelen zou Simenon blijven houden, al zou hij deze klasse met zijn rituelen nooit helemaal aanvoelen. "Ik leerde ten slotte een man te worden die nergens en overal thuis is, de man die ik in mijn dromen vaag had willen worden." De onzekerheid en de angst om te falen zaten echter diep. Alle jongemannen in zijn latere romans zijn door dit onvermogen getekend. Zo volgt Michel Maudet in Het einde van een gentleman zijn onzeker lot als secretaris van een oude grillige man, die hij toch als een soort vader gaat zien.
Terug in Parijs leefde hij van artikelen, spot en erotiek, voor verschillende blaadjes met namen als Paris-Flirt en Le sourire, drie stukjes per dag. De huisvesting met Tigy was sober, op een kamertje waar ze niet mochten koken. Bij het dagblad Le Matin probeerde Simenon ook verhalen te slijten. De toen bekende schrijfster en journaliste Colette, die aan de krant verbonden was, gaf hem het advies geen literatuur te schrijven. Na twee pogingen had hij het in de vingers: geen verfraaiingen maar eenvoudige woorden. Bij het schrijven zou hij zich dit advies blijven herinneren.
De Simenons werden welvarender; ze huurden een appartement aan de Place des Vosges en gingen graag uit in de wijk Montparnasse. Simenon leverde nu met de regelmaat van de klok volksromans, meer dan één per maand, aan verschillende uitgevers onder een groot aantal pseudoniemen, zoals Christian Brulls (de voornaam van zijn broer met de verbasterde achternaam van de moeder), Georges-Martin-Georges (in verschillende spellingsvarianten) en Jean du Perry. Het waren lichte, sentimentele en avonturenromans, met zich opofferende heldinnen, gejaagde jongemannen, de aristocraat in zijn kasteel en de onbarmhartige geldschieter. Voor pikante details hoefde hij alleen maar terug te grijpen op zijn Luikse jaren. In deze leertijd en kans om geld te verdienen, tussen 1924 en 1931, publiceerde hij 190 romans. Deze "secretaresseromans", zoals hij ze zelf noemde, zagen er niet uit – eerder een brochure dan een boek.
Het productieteam werd al gauw versterkt met een secretaresse naast Tigy, aan wie hij al improviserende een verhaal dicteerde. De twintigjarige Henriette Liberge kwam als huishoudster, een Normandische vissersdochter, blond, mollig en eenvoudig. Simenon noemde haar "Boule" (bolletje) en zij zou haar "kleine mooie meneer" altijd vergezellen. Tussen hen bestond een oprechte, liefdevolle, erotische verhouding.
Simenon was zakelijk en koelbloedig. Je kon gerust een roman van een bepaalde lengte bestellen tegen een vaste prijs, die hij dan op tijd leverde tussen andere verhalen door. Op de burelen van de uitgeverijen Ferenczi, Fayard en Gallimard verscheen hij regelmatig, vaak zwierig gekleed in een kostuum van geruite stof, platte pet en plusfours, net als de jonge journalist en detective Rouletabille uit de feuilletons van schrijver Gaston Leroux. Simenons onuitputtelijkheid en discipline wekten verbazing. Een journalist van het dagblad France-Soir bezocht hem en schreef: "Negen uur. De typiste zit achter haar typmachien. Bedenk wel dat hij voor de middag twee lichte verhalen, een tragisch verhaal en de schets voor een populaire roman moet hebben gedicteerd. En vanavond zal hij opnieuw schrijven. En na middernacht veroorlooft hij zich het genoegen echt te schrijven."
Hij vatte opnieuw het koortsachtige uitgaansleven van cafés, cabarets, moderne concerten en prostituees op. Hij verkeerde in moderne artistieke kringen, ontmoette schilders en schrijvers als Maurice de Vlaminck, Pablo Picasso, André Gide en Max Jacob. Hij was zo'n uitgaansprominent, dat hem gevraagd werd de Sovjet-Russische volkscommissaris van Onderwijs Anatoli Loenatsjarski, zelf trouwens ook auteur van toneelstukken, tijdens diens bezoek door Parijs te leiden. In dat nachtleven ontmoette Simenon de Amerikaanse zwarte naaktdanseres Josephine Baker. Vriendschap, liefde en een korte gepassioneerde verhouding volgden. Hij nam zaken voor haar waar, maar verbrak de relatie toen hun omgeving hem als een soort knechtje van de beroemde ster ging zien.
Simenons aan het maniakale grenzende schrijfvaardigheid dreigde een circusnummer te worden toen de uitgever van een krant als publiciteitsstunt de schrijver in 1927 voorstelde in een glazen kooi op het terras van Moulin Rouge in drie dagen en drie nachten een roman te schrijven, waarvoor het publiek de hoofdpersonen en de titel mocht kiezen. Georges ging op het voorstel in en bedong een vorstelijke beloning. De pers sabelde deze vertoning, een schrijver onwaardig, echter neer. De uitgever kreeg financiële problemen en de politie had uit oogpunt van openbare orde ook bezwaren. Georges probeerde nog twee uitgevers te interesseren, maar er kwam niets van terecht. Toch streek hij een aardig bedragje op en verdween voor een tijdje naar een eilandje voor de kust van La Rochelle. De mythe dat hij in een glazen kooi voor het publiek een roman zou hebben geschreven bleef echter in stand.
De periode van het aan de lopende band produceren van "Fordjes" nam langzaam een eind. Tussen 1921 en 1934 schreef hij onder zeventien verschillende namen in totaal 358 romans en korte verhalen.
Canada, Arizona en een echtscheiding gevolgd door een nieuwe echtgenote annex secretaresse (Denyse Quimet) en een tweede zoon, betekenden een nieuw begin. Sommige romans zijn duidelijk door Amerika geïnspireerd, zoals Trois chambres à Manhattan (Drie kamers op Manhattan) en Maigret in New York, maar de meeste spelen zich in Frankrijk af, zoals Lettre à mon juge (Brief aan mijn rechter), Les volets verts (De groene luiken) en L’horloger d’Everton (De horlogemaker van Everton). Hij bleef ook bij zijn uitgevers in Frankrijk. Zijn nieuwe woning, de Shadow Rock Farm in Lakeville, Connecticut, dicht bij de bossen, gaf hem de ruimte zich in gedachten naar Frankrijk te verplaatsen. Aan zijn werkwijze veranderde niets: zes uur op, gordijnen dicht, pijpen, koffie, en nu ook cola. Niemand mocht hem storen. In 1952 maakte hij, onder grote belangstelling van de pers, een reis naar Engeland, België en Frankrijk. Een jaar daar voor was zijn trouwe vriend en criticus André Gide overleden, een van de weinigen aan wie hij zijn diepste gevoelens had geuit. Zo bleek dat onder zijn optimisme vaak 'een kille en heldere wanhoop' schuilging. Gide erkende in Simenons romans 'het verschrikkelijk gevoel van angst', dat de romanpersonen ontleenden aan hun middelmatigheid.
Na vijf jaar was het weer tijd om te vertrekken voor, wat zijn biograaf Assouline noemde, deze 'chronisch instabiele man'. Eerst reisde hij met gezin langs de plaatsen in Frankrijk, die een belangrijk thuis waren geweest, La Rochelle, Nieul-sur-Mer en omgeving en het eiland Porquerolles, bij Toulon. Cannes, waar onder meer de roman Striptease speelt, bood te weinig afzondering. Die vond hij wel in een kasteeltje bij Échandens, in het Zwitserse kanton Vaud, een type huis dat hij eerder bewoond had. Daarna was het 'business as usual': schrijven en het behartigen van zijn auteursrechten, waarin hij een nietsontziende zakenman was – meer uit principe en trots dan vanwege een gehechtheid aan geld, want hij gaf het net zo gemakkelijk uit als hij het verdiende. Wel sloeg een vermoeidheid toe, die ook de romanpersonen uit die tijd tekenen, waaraan het gebruik van drank, net als bij hun schepper, niet vreemd was.
Halverwege de jaren zestig verhuisde het gezin (Simenon, echtgenote, zoons Marc, Jean en Pierre en dochter Marie-Jo) met het huispersoneel van meer dan tien personen naar een villa die Simenon in Épalinges, bij het Meer van Genève, had laten bouwen, met ruimte voor zijn vijf luxe auto's. De stormachtige verhouding met zijn echtgenote Denyse kwam tot een eind door haar drankzucht en instabiliteit, waar hij ook zijn kinderen, tegen moest beschermen. Na haar vertrek naar een kliniek nam de Italiaanse huishoudster Theresa haar plaats in. De zelf onevenwichtige schrijver had een steun nodig. De band met zijn eerste echtgenote werd weer aangehaald. Ondanks het hectische levenspatroon was Simenon een man van de klok en had een passie voor zindelijkheid in het huis.
Na 1972 zou Simenon geen romans meer schrijven. Wel verschenen autobiografische teksten, die hij niet had geschreven maar op een bandrecorder had opgenomen, met uitzondering van Lettre à ma mère (Brief aan mijn moeder). Pijnlijk was de verwijdering van zijn tweede vrouw, die een belastend boek over hem liet schrijven. Traumatisch was de zelfdoding, op 25-jarige leeftijd, door zijn dochter Marie-Jo, die in Parijs was gaan wonen, maar erfelijk belast al vroeg symptomen van een neurose begon te vertonen. De aanbidding van haar vader en de spanningen die er thuis tussen haar vader en moeder waren, deden geen goed. Haar pogingen om in muziek of als actrice iets te betekenen werden gefnuikt door haar angsten. De lijvige autobiografie Mémoires intimes, die Simenon als een monnik, op vaste tijden, in een heel klein handschrift op ruitjespapier geschreven had, werd goed verkocht. Verhuisd naar een huis bij Lausanne, met Théresa en Boule, zou hij op 4 september 1989 sterven.

### Nederland
Simenon maakte in zijn romans gebruik van zijn kennis van Nederland. In Maigret in Holland beschrijft hij een café te Delfzijl, met zijn jeneverlucht, bierviltjes en schuifdeuren naar de achterzaal voor feesten en partijen. Hij noteert de geraniums op de vensterbank, de moderne boerderij en het feit dat nogal wat personen goed Frans spreken. Het type man dat hij beschrijft is een gevestigde man van aanzien, zakenman of arts, uit een burgerlijk milieu. Op een gegeven moment raken ze los van zichzelf, begaan een misdaad, vluchten, of blijven blijkbaar gelaten de gevolgen van hun daad afwachten. Het zijn typische Simenon-mannen: ontworteld en fatalistisch. In L'homme qui regardait passer les trains (De man die de treinen voorbij zag gaan) vlucht de Groningse, van fraude beschuldigde zakenman Kees Popinga naar Amsterdam, doodt in een vlaag van woede de maîtresse die hem afwijst en belandt in Parijs. Eenmaal gearresteerd sluit hij zich als een gek op in zwijgen en zal hij zijn dagen eindigen in een Groningse psychiatrische instelling. In L'assassin (De moordenaar) situeert de schrijver eenzelfde "vluchteling" in Sneek: de arts Hans Kuperus koopt in Amsterdam, waar hij voor een artsencongres is, een wapen, waarmee hij op de terugweg zijn overspelige vrouw en diens geliefde doodt. Hij verlaat Sneek niet, maar begeeft zich zoals gewoonlijk onder zijn kring van vrienden in het café Onder de Linden. Hij "vlucht" naar binnen en spot soms met zijn lot door gewaagde uitingen. Het leven herneemt zijn oude gang. De dienster Neel heeft ondertussen de plaats van zijn echtgenote ingenomen.

### Politiek
Georges Simenon was niet een auteur in afzondering. Hij schreef reportages van reizen door West-Europese landen en Afrika voor het dagblad France-Soir en interviewde als bekend journalist de uitgeweken voormalige Sovjetleider Trotski. Simenon, niet wars van publiciteit, accepteerde een verzoek van deze krant om als Maigret een onderzoek in te stellen naar de verdachtmakingen en doden in het schandaal rond de joodse oplichter Stavisky, dat in 1934 in Frankrijk tot een zware politieke crisis leidde. Zijn inmenging als amateur in dit mijnenveld was niet zonder risico, maar hij kwam er zonder kleerscheuren vanaf. Het criminele milieu reageerde niet, het waardeerde hem als schrijver van misdaadromans. Simenon was politiek rechts georiënteerd. In de groeiende spanningen werkte hij voor een royalistisch blad, als alternatief voor het fascisme. Hij was betrokken bij een op verzoening gerichte publieksactie: het dragen van speldjes met vredessymbolen en de letters SH (Sans Haine – Zonder Haat).
Simenons gedrag tijdens de oorlog blijft een kwestie van aanzienlijke controverse, waarbij sommige biografen zoals Pierre Assouline (Simenon: biographie, 1992) geneigd zijn hem als een collaborateur van de Duitsers te zien, terwijl anderen zoals Michel Carly (Simenon, les années secrètes, 2005) het daarmee niet eens zijn en Simenon beschouwen als een apolitieke man die in wezen een opportunist was, maar geenszins een colaborateur.
Toen de Duitsers België binnenvielen meldde Simenon, nog steeds Belgisch staatsburger, zich bij de ambassade. Legerdienst was minder waarschijnlijk, wel was hij geschikt met zijn connecties in La Rochelle de toestroom van Belgische vluchtelingen naar deze plaats te organiseren. Dit ging hem goed af. Na overgave en wapenstilstand keerden de vluchtelingen naar huis terug. De romans Vlucht uit Oostende en De trein bewaren een herinnering aan deze tijd. Tijdens de bezetting hield hij zich verder alleen bezig met het schrijven en de verfilming van zijn boeken. De Duitse filmmaatschappij Continental, een firma waar overigens ook Franse regisseurs en acteurs voor werkten, verwierf de rechten. Simenon publiceerde verhalen in Belgische en Franse collaborerende bladen. In zijn contacten maakte hij geen onderscheid tussen links, rechts en de bezetters. Hij probeerde in een goed blaadje bij de Duitsers te komen om reispasjes te krijgen. In een brief aan zijn moeder begin '41 schreef hij dat hij hoopte dat Engeland geen stand zou houden tegen het Duitse offensief, mogelijk in de hoop dat de oorlog dan over zou zijn en hij rustig zijn gang kon gaan. Simenon kon zeker een opportunist genoemd worden.
Ironisch voor een man, die in zijn woorden vaak blijk had gegeven van een zeker antisemitisme, werd hij er van beschuldigd een jood te zijn – een aanklacht die later werd ingetrokken. Voor Radio Vichy schreef hij een hoorspel, dat zeer succesvol was. Niets in zijn werk verried de aanwezigheid van de oorlog, maar het verzet dat vanaf 1943 in kracht toenam kende hem wel. Een gaullistisch blad schreef dat de schrijver na de bevrijding zou worden gearresteerd. Er konden hem geen concrete daden tegen Frankrijk worden verweten, maar hij had door zijn manier van leven een verkeerde indruk gewekt. Na een jaar van toe- en afnemend arrestatiegevaar besloot hij in augustus 1945 met zijn vrouw, zoon en huishoudster naar Amerika te vertrekken, net voor een Frans uitreisbevel. Zijn broer Christian, die als lid van de Belgische fascistische Rexbeweging leiding had gegeven aan een wraakactie tegen links, waarbij veel slachtoffers waren gevallen, kon de doodstraf verwachten. Simenon adviseerde hem zich bij het Franse Vreemdelingenlegioen aan te sluiten, wat hij deed. Later zou hij sneuvelen in de Franse koloniale oorlog tegen de Vietnamezen.

### Thema's
Als dertiger beschrijft Simenon vaak de eenling, een jongeman, gejaagd op zoek naar een plaats in het leven, een identiteit. Bij het ontbreken daarvan accepteren ze de dood, als straf voor een zinloos begane misdaad, een absurde daad, te vergelijken met het handelen van personen, gecreëerd door de existentialistische auteur Albert Camus. Als de gruwelijk eenzame Frank Friedelmayer in La neige était sale (Het bloedspoor in de sneeuw) gevangen zit in afwachting van de doodstraf, is het alsof hij in de cel een plek voor zichzelf gevonden heeft en de dood voor hem niet een einde is: "Hij is klaar. Hij hoeft zijn jas niet aan te trekken. Hij is op de hoogte. Hij haast zich. Hij wil de drie anderen die het koud hebben niet laten wachten (...) Kijk! Hij heeft de kraag van zijn jasje opgeslagen, net als de anderen! En hij heeft vergeten naar het raam te kijken, hij vergeet te denken. Het is waar dat hij later alle tijd zal hebben." Later zijn de hoofdpersonen minder wanhopig. Het zijn 'kleine' mannen en vrouwen, die veelal thuis werken: een klokkenmaker, een reclametekenaar, de chef van een klein stationnetje. Ze willen niet opvallen, maar door omstandigheden worden ze gedwongen aan het leven deel te nemen, zoals in de romans De weduwnaar, De neger en De trein.
Hoewel Georges Simenon veel vrouwen heeft gehad, meestal in korte, betaalde, relaties, speelt erotiek als zodanig in zijn boeken nauwelijks een rol. De jonge hoofdpersonen hebben naast zich een jonge vrouw die hen in praktische aanleg de baas is. De echtgenotes in latere verhalen heten plichtmatig Jeanne, in een huwelijk uit gewoonte. De grote liefde is van oudere mannen voor jonge vrouwen, bijna meisjes nog, zoals scheepseigenaar Chatelard die in La Marie du port koestert voor de dienster Marie in een Bretons havencafeetje.
Ondanks zijn onrust en herhaaldelijk verhuizen, koos Simenon vaak voor locaties in zijn romans, waar hij zich bijzonder thuis voelde: Parijs, La Rochelle en Bretonse vissersplaatsjes. Zo'n dorpje wist hij met gevoel voor sfeer en detail te beschrijven. "Het was dinsdag en de vijf of zes trawlers die de hele week op de Engelse kust vissen waren 's ochtends teruggekeerd. Zoals gewoonlijk waren ze in de voorhaven afgemeerd, dicht bij de vismarkt, en nu alleen, bij hoog tij, opende men voor hen de draaibrug. Oktober versnelde de val van de dag en zijn getijden van dood water likten nauwelijks de voet van de klippen. De vaargeul, ter hoogte van de brug, was dicht bezet met de lage woningen van Port-en-Bessin, met grijze gevels en daken van harde leisteen."
Nadat hij zijn boot had verkocht en zich dan in Parijs, dan weer op het platteland gevestigd had, ging hij in de jaren dertig reizen en deed daar op zijn niet-politieke manier journalistiek verslag van. Hij trok met zijn vrouw door West-Europa, naar Afrika en voer door het Panamakanaal. Het donkere continent zou het decor van een aantal romans vormen, zoals Le Coup de Lune, dat zich in Gabon afspeelt (deze laatste roman, met een sterk anti-koloniale teneur, is in 2020 door Rokus Hofstede in het Nederlands vertaald onder de titel Manesteek). In Panama situeerde hij onder meer de roman Negerwijk (Quartier nègre).

### Stijl en methode
In zijn beginjaren had Simenon zich een bijna mechanische discipline eigen gemaakt. Als hij meester over eigen tijd is, zet hij de omstandigheden naar zijn hand: een busje met fijn geslepen potloden, een aantal gestopte pijpen, de geelbruine envelop met namen en verhaallijnen, als geheugensteun, en vooral de afzondering. Regelmatige wandelingen, om hem in een “staat van genade” te brengen. De overgave aan de persoon, die hij in zich voelt. Schrijven, typen, het hele creatieve proces, moet binnen een beperkte tijd zijn beslag vinden, uiterlijk een maand. De romans van Simenon zijn nooit lang, compact, wat ze een grote mate van echtheid geeft, als uit het leven. Wanneer hij zich niet sterk genoeg voelt voor een roman, schrijft hij een Maigretdetective, maar in wezen is hij romanschrijver. Hij betreurt daarom dat de lezers hem vooral kennen als schepper van deze beroemde rechercheur.
Alles is intuïtie bij Georges Simenon. De persoon is de kern, waaromheen de omgeving “kleeft als een nat kledingstuk”. De mannen en vrouwen uiten zich in hun woorden altijd eenvoudig. Gedachten en psychologisering maken, daarvan is de schrijver overtuigd, de personen niet authentiek. Hij zal dan ook geen intellectuelen opvoeren in zijn boeken. De intrige komt op de tweede plaats. Dit geldt zowel voor zijn romans als voor de Maigretverhalen. Belangrijk is de persoon, die in een crisis verkeert, op het randje leeft. Het gevaar komt niet van buiten, maar zit in de personen zelf.
De aantrekkingskracht van het werk van Simenon is niet het onderwerp, maar de wijze van schrijven, de stijl, waarvan hij zelf heeft gezegd, dat de stijl het ritme is. De zinnen van Simenon lopen in een lichte gang. Het aroma van zijn taal bestaat uit eenvoudige woorden, materiële woorden, zoals hij ze noemde, die iedereen kent. De omgeving, straat, een haven, de trein, worden treffend met enkele woorden aangeduid, overtuigend gehuld in een atmosfeer van regen of die van een bleke winterdag. Op plaatsen waar hij graag was – op het platteland, in de stad, aan boord van een schip, in een café, met kaartspelers – analyseerde hij niet, maar zoog zich vol indrukken. Simenon was geen auteur met een onbeperkte fantasie; veel van wat terug te vinden is in zijn romans nam hij persoonlijk waar.
Overlezen en corrigeren was niet aan hem besteed. Zijn manier van werken was instinctief, zodat hij eigenlijk niet precies wist hoe een boek tot stand was gekomen. Het moest daarom zo blijven als het was, met alle kwaliteiten en fouten. Op vragen van de gearriveerde auteur André Gide antwoordde hij, dat als hij zichzelf zou analyseren hij niet meer zou kunnen schrijven.
Ondanks zijn intuïtieve manier van werken, documenteerde Simenon zich regelmatig. Voor sommige romans maakte hij gebruik van het materiaal van juridische processen. Bij het schrijven van Les anneaux de Bicêtre (De klokken van Bicêtre), dat in een Parijs hospitaal speelt, wilde hij precies de gang van zaken daar weten. Het in een verhaal verwerken van mensen en plaatsen, die hij gekend had, leidde nog al eens tot herkenning, met soms de dreiging van een proces tot gevolg.
Typerend voor Simenon was zijn belangstelling voor de mens. Maigret is een speurder met begrip voor de dader, een politieman, die als een soort dokter naar diens zwakten zoekt. De schrijver bezat een levendige belangstelling voor criminele, medische en psychologische diagnostiek en las mede daarom ook Tsjechov en William Somerset Maugham, auteurs die arts waren geweest. Die belangstelling was wederzijds: de beroemde psychiater Carl Gustav Jung had het volledige romanwerk van Simenon, met aantekeningen, in zijn kast staan.

### De roem van de schrijver
Het succes van zijn boeken bracht Simenon een uitgever in een hoger literair echelon: Gallimard.
Hoewel deze door de snelle productie van de schrijver nauwelijks de tijd kreeg reclame voor de titels te maken, verkochten ze goed. De omzet van zijn psychologische romans was beduidend minder. In literaire kringen werd hij maar met moeite geaccepteerd: hij schreef te gemakkelijk, het kon daarom niet goed zijn. Met deze weerwil had het waarschijnlijk te maken dat een belangrijke literatuurprijs, de Prix Renaudot, voor de roman Le Passager de Polarlys aan zijn neus voorbijging. Maar de kracht van zijn verhalen viel op. In 1938 stond gemiddeld elke dag een artikel over hem in de Franse pers. Daar verscheen ook een aantal van zijn romans eerst als feuilleton. Ook buitenlandse uitgevers ontdekten hem. Eind jaren dertig was hij de meest vertaalde Franse auteur in leven. Internationaal was hij dit begin jaren vijftig.
André Gide, André Thérive en Robert Brasillach behoorden tot de eerste schrijvers die hem erkenden als groot auteur. André Gide was gefascineerd door de creativiteit van Georges Simenon en begon na hun ontmoeting met hem te corresponderen. Hij volgde Simenons ontwikkeling als schrijver nauwgezet vanaf het ogenblik dat deze succes oogstte met zijn politieromans. Hij bestudeerde zijn schrijfstijl en technieken en plaatste notities in de marges, tot hij ten slotte in 1941 verklaarde: "Simenon est un romancier de génie et le plus vraiment romancier que nous ayons dans notre littérature d'aujourd'hui" ("Simenon is een geniaal romanschrijver en de waarachtigste romancier uit onze hedendaagse literatuur").
In Frankrijk werd hij opgenomen in het Legioen van Eer. In 1951 werd Simenon verkozen tot lid van de Académie royale de langue et de littérature françaises de Belgique. Een teken van grote waardering was ook zijn benoeming tot voorzitter van de Mystery Writers of America. Maar Frans kandidaat voor de Nobelprijs voor Literatuur werd hij niet, al was daar wel herhaaldelijk sprake van. Sinds 2003, het jaar waarin Simenon 100 jaar zou zijn geworden, worden zijn boeken uitgegeven in de beroemde Pléiade-reeks. Naast de detectives over Maigret schreef Simenon een groot aantal andere romans. In totaal wordt zijn oeuvre op zo'n 500 boeken geschat. Naast een van de meest gelezen auteurs van de twintigste eeuw is Simenon een van de meest verfilmde. Zijn romans hebben ondertussen een half miljard lezers gevonden.

### Collectie brieven
In 2017 verwierf de Koning Boudewijnstichting via zijn erfgoedfonds een grote verzameling van 73 brieven door Georges Simenon geschreven aan Raymond Ziza tussen 1928 en 1962. De brieven handelen over het dagelijks leven van Georges Simenon. Ze zijn getuigenissen van zijn vele reizen, plannen en ambities. Daarnaast beschrijven ze ook zijn ervaringen tijdens de Tweede Wereldoorlog, zijn tijd in de Verenigde Staten en Canada, en Zwitserland waar hij de rest van zijn dagen sleet. Van de brieven die in totaal ongeveer 220 pagina's omvatten zijn er 28 handgeschreven, de rest getypt maar allemaal ondertekend. Ze vormen een aanvulling op de brieven die zijn zoon John reeds aan de Koning Boudewijnstichting schonk.

### Maigrets
Het personage "commissaris Maigret" maakte zijn debuut in 1929. Simenon publiceerde toen op verzoek van Joseph Kessel een reeks van detectiveverhalen in La Maison de l'inquiétude. Een van de eerste zes romans van de serie die hij aan uitgeverij Fayard aanbood, was Pietr-le-Letton (1931), in 1930 geschreven aan boord van de Ostrogoth. Niet alleen is dit het boek waarin Maigret zijn eerste officieel onderzoek leidt, het is ook de eerste roman die Simenon onder eigen naam publiceerde. In totaal schreef Simenon 103 romans en korte verhalen over Maigret.
Volgens de overlevering creëerde Simenon het personage Maigret in Delfzijl tijdens een van zijn bootreizen in 1929. In september 1929 arriveert Simenon, in het gezelschap van zijn vrouw Tigy, met zijn schip Ostrogoth in Delfzijl. Vanwege een lek in het schip brengt Simenon de boot voor reparatie naar een scheepswerf aan het Damsterdiep. Een vervallen schip in het Damsterdiep wordt daarna zijn werkkamer. Hier ontstaat zijn eerste boek in de Maigretreeks: Pietr-le-Letton (Maigret en de onbekende wreker). Deze versie over de geboorte van het romanpersonage Maigret wordt echter weersproken door een interview dat Simenon gaf op 1 juli 1932 in La République. Daarin vertelt hij dat het idee voor het scheppen van een Franse commissaris ontstond tijdens een bootreis naar Noorwegen.
Uitgever Fayard liet Pietr-le-Letton eerst als 13-delig feuilleton verschijnen in zijn weekblad Ric Rac (19 juli t/m 11 oktober 1930), voordat hij overging tot publicatie in boekvorm. Het boek verscheen in het voorjaar van 1931. Simenons laatste Maigret-roman (Maigret et monsieur Charles) werd in 1972 gepubliceerd.

### Romans durs
In de periode 1931-1972 verschenen er in totaal 117 romans durs van Simenon. Het zijn meer literair geconstrueerde en stilistisch verfijnde romans, waarin Maigret niet voorkomt en Simenon zijn personages meer psychologische diepgang geeft.
- Le Passager du Polarlys (1930)
- Le Relais d’Alsace (juli 1931)
- La Maison du canal (1933)
- Les Fiançailles de M. Hire (1933)
- Le Coup de lune (1933)
- L’Homme de Londres (1934)
- Les clients d'Avrenos (1935)
- Quartier nègre (1935)
- Ceux de la soif (1935)
- 45° à l’ombre (1936)
- Les Demoiselles de Concarneau (1936)
- L’Assassin (1937)
- Le Testament Donadieu (1937)
- L’Homme qui regardait passer les trains (1938)
- La Marie du port (1938)
- Le Bourgmestre de Furnes (1938)
- Les Sœurs Lacroix (1938)
- La Veuve Couderc (1940)
- La Vérité sur Bébé Donge (1940)
- Malempin (1940)
- Le Rapport du gendarme (1941)
- Le Voyageur de la Toussaint (1941)
- Pedigree (1943)
- L’Aîné des Ferchaux (1943)
- La Révolte du Canari (1944)
- Le Deuil de Fonsine (januari 1945)
- Madame Quatre et ses enfants (januari 1945)
- Le Cercle des Mahé (1945)
- La Maison des sept jeunes filles (1945)
- Trois chambres à Manhattan (1946)
- Un certain monsieur Berquin (augustus 1946)
- L’Escale de Buenaventura (augustus 1946)
- Le Petit Restaurant des Ternes (januari 1947)
- Le Petit Tailleur et le chapelier (maart 1947)
- Le Clan des Ostendais (1947)
- La Neige était sale (1948)
- Les Fantômes du chapelier (1949)
- Le Temps d’Anaïs (1950)
- L'Enterrement de monsieur Bouvet (1950)
- Les Volets verts (1950)
- Un nouveau dans la ville (1950)
- Sept petits croix dans un carnet (september 1950)
- La Mort de Belle (1951)
- Marie qui louche (1952)
- Antoine et Julie (1952)
- Le Grand Lot (1953)
- Le Grand Bob (1954)
- Le Châle de Marie Dudon (1954)
- Le Petit Homme d'Arkhangelsk (1956)
- Les Gens d'en face (1957)
- Le Président (1958)
- Le Passage de la ligne (1958)
- Dimanche (1958)
- La Vieille (1959)
- Le Veuf (1959)
- Le Roman de l'homme (1959)
- Betty (1960)
- Le Train (1961)
- Les Anneaux de Bicêtre (1962)
- Le Petit Saint (1964)
- La Chambre Bleue (1964)
- Le Train de Venise (1965)
- La Mort d’Auguste (1966)
- Lettre à mon juge (1967)
- Le Riche Homme (1970)
- Quand j’étais vieux (1970)
- Lettre à ma mère (1974)

#### Vertaalde psychologische romans van Simenon verschenen in de reeksZwarte Beertjes
- 103: De horlogemaker van Everton (L'Horloger d’Everton)
- 115: De man van Oebangi/Het einde van een gentleman (L’Aîné des Ferchaux)
- 147: De zoon (Le Fils)
- 148: De neger (Le Nègre)
- 168: In geval van nood (En cas de malheur)
- 188: Striptease (Strip-tease)
- 206: De president (Le Président)
- 250: Zondag (Dimanche)
- 278: De merel in de tuin (Le Petit Homme d’Archangelsk)
- 281: De begrafenis van meneer Bouvet (L’Enterrement de monsieur Bouvet)
- 297: De oude dame (La Vieille)
- 344: De weduwnaar (Le Veuf)
- 399: De roman van de mens (Le Roman de l'homme)
- 404: Het zwarte balletje (La Boule Noire)
- 410: De teddybeer (L’Ours en peluche)
- 455: Tante Jeanne (Tante Jeanne)
- 456: Brief aan mijn rechter (Lettre à mon juge)
- 499: Betty (Betty)
- 517: De trein (Le Train)
- 545: De gebroeders Rico (Les Frères Rico)
- 546: Het bloedspoor in de sneeuw (La Neige était sale)
- 569: Drie kamers op Manhattan (Trois chambres à Manhattan)
- 570: De deur (La Porte)
- 619: Over de scheidslijn (Le Passage de la ligne)
- 620: Schele Marie (Marie qui louche)
- 650: De spoken van de hoedemaker (Les Fantômes du chapelier)
- 681: De anderen (Les Autres)
- 682: Antoine en Julie (Antoine et Julie)
- 699: De klokken van Bicêtre (Les Anneaux de Bicêtre)
- 715: Vier fatale dagen (Les Quatre Jours du pauvre homme)
- 738: De groene luiken (Les Volets Verts)
- 791: De blauwe kamer (La Chambre Bleue)
- 792: Stoplicht (Feux rouges)
- 812: De man met het hondje (L’Homme au petit chien)
- 853: De ijzeren trap (L’Escalier de fer)
- 854: Leven met Anaïs (Le Temps d’Anaïs)
- 883: Als een nieuw begin (Une vie comme neuve)
- 884: De zaak Louis Bert (Cours d’assises)
- 956: Voortvluchtig (L’Évadé)
- 957: 45 graden in de schaduw (45 à l’hombre)
- 982: De bananentoerist (Touriste de bananes)
- 999: Negerwijk (Quartier nègre)
- 1001: De trein uit Venetië (Le Train de Venise)
- 1057: De dood van Auguste (La Mort d’Auguste)
- 1078: De moordenaar (L’Assassin)
- 1103: De schipbreukelingen (Les Rescapés du Télémaque)
- 1104: De man die de treinen voorbij zag gaan (L’Homme qui regardait passer les trains)
- 1124: De verdwijning van meneer Monde (La Fuite de M. Monde)
- 1143: De verhuizing (Le Déménagement)
- 1144: De drie misdaden van mijn vrienden (Les Trois Crimes de mes amis)
- 1202: Doodlopende weg (Chemin sans issue)
- 1203: De meisjes van Concarneau (Les Demoiselles de Concarneau)
- 1226: De schokgolf (Le Coup de vague)
- 1227: De hand (La Main)
- 1251: De medeplichtigen (Les Complices)
- 1252: De weduwe Couderc (La Veuve Couderc)
- 1299: De rode ezel (L’Âne rouge)
- 1300: Grote Bob (Le Grand Bob)
- 1325: Ongestrafte misdaad (Crime impuni)
- 1362: November (Novembre)
- 1363: De man uit Londen (L’Homme de Londres)
- 1390: De dood van Belle (La Mort de Belle)
- 1403: De rijkaard (Le Riche Homme)
- 1442: De verdwijning van Odile (La Disparition d’Odile)
- 1443: Een nieuweling in de stad (Un nouveau dans la ville)
- 1466: Uitgeput (Au bout de rouleau)
- 1477: De glazen kooi (La Cage de verre)
- 1478: Donkere regen (Il pleut bergère)
- 1498: De waarheid over Bebe Donge (La Vérité sur Bébé Donge)
- 1499: De poes (Le Chat)
- 1509: De schuldelozen (Les Innocents)
- 1543: Het huis aan de overkant (La Fenêtre des Rouet)
- 1544: De vogelvrije (L’Outlaw)
- 1806: Het geval de muis (Monsieur la souris)
- 2105: De burgemeester van Veurne (Le Bourgmestre de Furnes)

#### Vertaalde psychologische romans van Simenon verschenen bijDe Bezige Bij
- 2014: De blauwe kamer (La Chambre bleue, 1964), vertaald door Rokus Hofstede
- 2014: De premier (Le Président, 1959), vertaald door Kris Lauwerys
- 2015: Het lijk bij de sluis (Le Charretier de la Providence, 1931), vertaald door Anne van der Straaten
- 2015: De teddybeer (L'Ours en peluche, 1960), vertaald door Anne van der Straaten
- 2015: Brief aan mijn rechter (Lettre à mon juge, 1947), vertaald door Hans van Cuijlenborgh
- 2015: De burgemeester van Veurne (Le Bourgmestre de Furnes, 1940), vertaald door Rokus Hofstede
- 2015: De dood van Belle (La Mort de Belle, 1951), vertaald door Jan Robert Braat
- 2016: Onbekenden in het huis (Les Inconnus dans la maison, 1940), vertaald door Marijke Scholts
- 2016: De trein (Le Train, 1961), vertaald door Peter Verstegen
- 2016: Weduwe Couderc (La Veuve Couderc, 1942), vertaald door Martin de Haan
- 2020: Het gebeier van Bicêtre (Les Anneaux de Bicêtre, 1963), vertaald door Jan Pieter van der Sterre & Reintje Ghoos
- 2020: Het rapport van de gendarme (Le Rapport du gendarme, 1944), vertaald door Jan Pieter van der Sterre & Reintje Ghoos
- 2020: Manesteek (Le Coup de lune, 1933), vertaald en van een nawoord voorzien door Rokus Hofstede

## Trivia

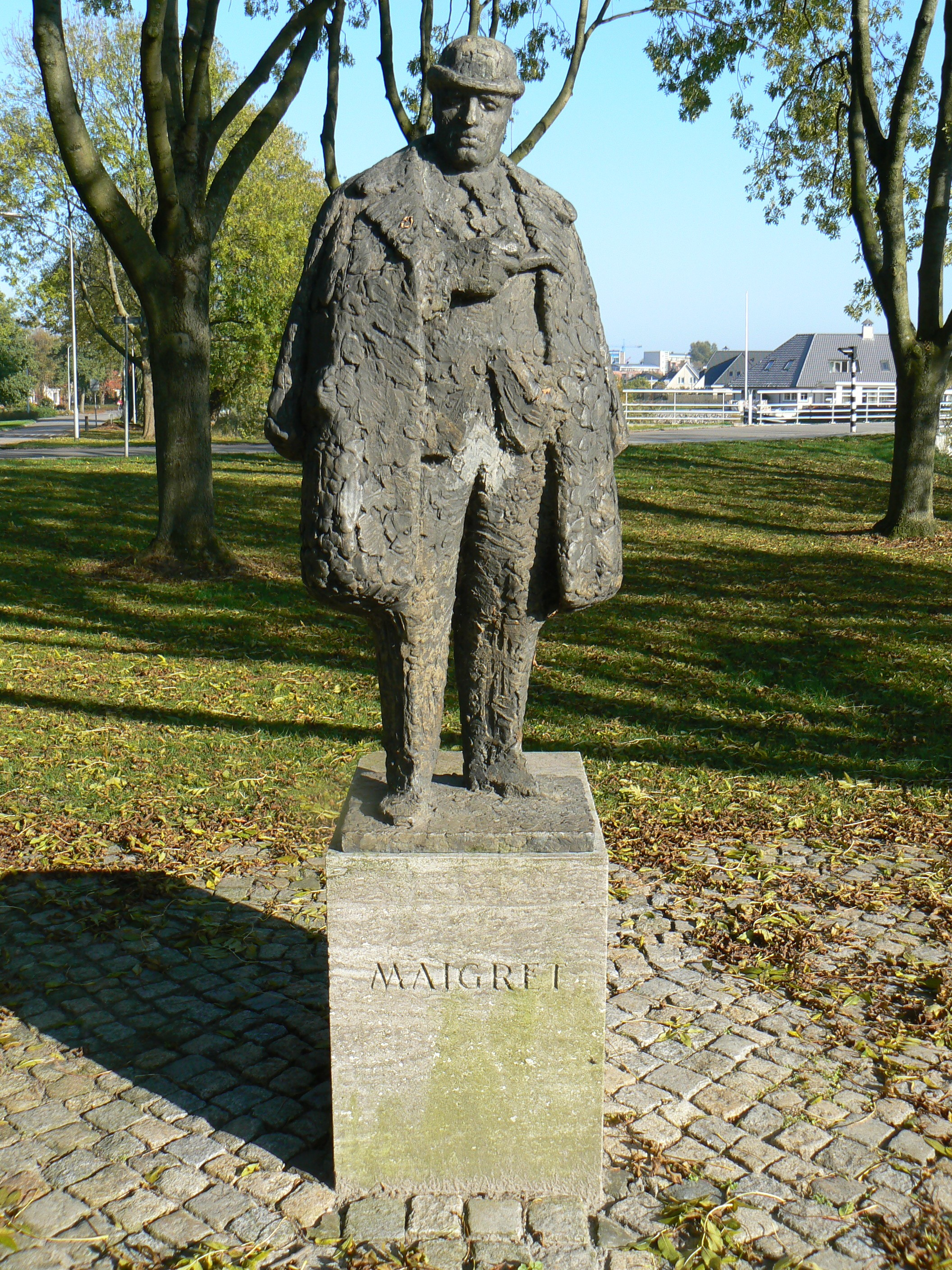
Het standbeeld van Maigret in Delfzijl

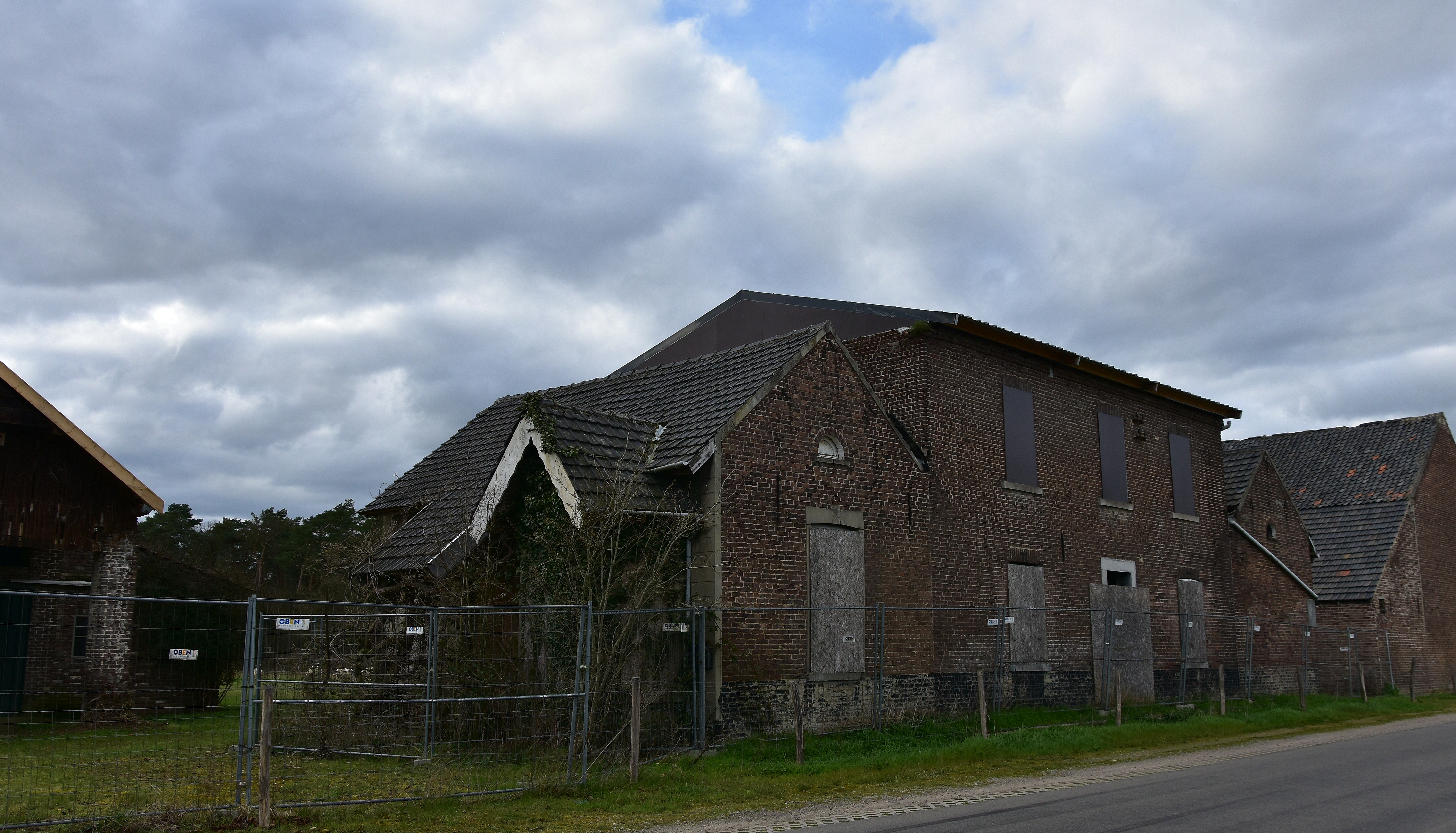
De Dijkmeesterswoning Luikerhuis aan de Watering te Elen

- De Dijkmeesterswoning Luikerhuis aan de Watering te ElenSimenon is geboren op vrijdag de 13e, maar zijn bijgelovige moeder heeft de 12e februari laten aangeven. Dit is beschreven in de autobiografische roman Pedigree. Herinneringen aan een jeugd (1983, vertaald door Pierre H. Dubois).
- Op 2 maart 1922 werd de 24-jarige Joseph Jean Klein gevonden, met een strop opgehangen aan de deurklink van de Sint-Foillankerk te Luik. Deze Klein maakte met Simenon deel uit van een kunstenaarsgroep "La Caque". Deze groep van bohemiens experimenteerde met verdovende middelen en grensoverschrijdend gedrag. Klein was daarbij vaak het slachtoffer van psychologische drukmiddelen. Simenon was degene die Klein de voorgaande avond voor het laatst had gezien, toen hij hem naar zijn schamele behuizing had gesjouwd. Klein was door drank en verdovende middelen onmachtig geweest. De jonge Simenon schreef reeds diezelfde ochtend een artikel in de "Gazette" over de zelfmoord. Later verwerkte hij deze gebeurtenissen in de Maigret-roman Le pendu de Saint-Pholien (Nederlandse titel: Maigret en het lijk aan de kerkdeur).
- Op 3 september 1966 onthulde Simenon in Delfzijl een standbeeld van 'commissaris Maigret', gemaakt door de Hilversumse beeldhouwer Pieter d'Hont. Bij de onthulling van het beeld waren Maigretvertolkers uit vier landen aanwezig, waaronder de Nederlander Jan Teulings.[37]
- Simenon heeft aan moederskant nog banden met Limburg. Zo heeft hij een aantal dagen in het dijkmeesterswoning aan de Watering in Elen gelogeerd, wat hem geïnspireerd heeft tot de roman La Maison du canal (Het huis aan het kanaal). In dit boek situeert hij het huis foutief in Neeroeteren (het ligt wel vlak bij de gemeentegrens).[38]
- Dat zijn voorouders aan vaderszijde tevens lang in de streek van het Belgisch Limburgse Riemst (voornamelijk hier in de dorpen Riemst, Herderen, Vlijtingen en Lafelt) hebben gewoond, was voor hem een verrassing. In Riemst leefden de Simenons geconcentreerd in Vlijtingen, waar ze tweehonderd jaar lang Nederlands spraken, Vlaamse namen droegen en trouwden met plaatselijke meisjes. In een van zijn honderden romans vermeldt Georges Simenon wel dat zijn familie voor haar vestiging in Luik afkomstig was van Vlijtingen maar volgens hem was zijn verste voorvader hier een Franse soldaat uit Bretagne of Normandië, die tijdens krijgsverrichtingen in de napoleontische periode zijn hart zou hebben verloren aan een Vlijtingse schone. Dit blijkt evenwel niet kloppen. Omstreeks 1875 verhuisde zijn grootvader Christiaan (in Luik verfranste Christiaan zijn naam in Chrétien; geboren in 1841 te Vlijtingen) samen met zijn broer Lambertus naar het Luikse. Onder impuls van zijn vrouw Marie Catherine Moors (tevens geboren in Vlijtingen) werkt Chrétien zich in enkele jaren tijd op van ongeletterde dagloner tot gebrevetteerd hoedenmaker, een handelaar met enig aanzien in Outre-Meuse.
- De Luiks-Limburgse afstammingshaard van de Simenons bevindt zich in een regio die zich uitstrekt van de stad Luik en zo verder in noordelijke richting, over Herstal en Rocourt, de Jekervallei tussen Glons en Eben-Emael, tot in de Limburgse streek met de driehoek van de dorpen Riemst-Herderen-Vlijtingen.
- In 2005 werd Simenon genomineerd voor de titel van De Grootste Belg. In de Vlaamse versie eindigde hij op nr. 77, in de Waalse op nr. 10.
- Op 18 april 2007 bracht de veiling van de collectie Menguy € 121 000 op. Menguy was een kenner van Simenons werk. De geveilde collectie omvatte fotomateriaal, autogrammen, 75 romans en persoonlijke zaken van de auteur.[39]
- Het boek Les Dossiers de l'Agence "O" (1943) van Simenon werd bij Bruna uitgebracht als Georges Simenon Omnibus in 1968 met op de band de titel Het Agentschap O, Veertien Maigretverhalen. Maigret komt echter in deze verhalen in het geheel niet voor: de directeur van agentschap O is de ex-inspecteur van de Parijse recherche Joseph Torrence.
- Ooit beweerde Simenon tegenover de filmer Federico Fellini dat hij een vrouwenliefhebber was en met meer dan tienduizend vrouwen het bed had gedeeld.